# 遠藤武 (声優)
遠藤 武（えんどう たけし、2月27日 - ）は、日本の男性声優、ナレーター。新潟県新潟市出身。青二プロダクション所属。

## 来歴
以前は劇団青い薔薇、劇団由に所属していた。

## 人物
音域はバリトン。方言は新潟弁。
資格・免許はピアノ調律、普通自動車免許。
趣味は水泳、手塚治虫漫画本のコレクション、声楽（古典イタリア歌曲）、ヨガ。特技はピアノ調律、料理。

## 出演

### テレビアニメ
- 蒼き伝説シュート!（1993年、梅宮）
- ママレード・ボーイ（1994年、宮島ディレクター）
- ゲゲゲの鬼太郎（第4作）（1996年、助監督）
- MASTERキートン（1998年、牧師）
- ロードス島戦記-英雄騎士伝-（1998年、ガーベラ）
- アレクサンダー戦記（1999年、イブン）

### 劇場アニメ
- 青の洞門（1994年、ナレーション）

### OVA
- MASTERキートン（1998年、蛇頭C）

### ゲーム
- 迷宮のエルフィーネ（1990年、トッピ）
- ホーンドアウル（1995年、クロツ）
- 闘神伝3（1996年、テンカウント）
- ブシドーブレード弐（1998年、ウタマル）
- デストレーガ（1998年、クウガ、ナレーター）

### ドラマCD
- パラサイト・イヴ（石原教授）

### 吹き替え

#### テレビ番組
- アフターバーン（マーク・ロイド）

#### アニメ
- フィニアスとファーブ（サディアス）

#### 人形劇
- きかんしゃトーマス（ダグラス 他）※フジテレビ版

### アニメCD
- 五霊闘士オーキ伝2 〜宿敵、豹頭戦士現る〜（ナレーション）
- CDドラマコレクションズ 三國志（魯粛子敬）

### テレビCM
- コクヨオフィス（コクヨ）
- 桃金ラーメン（日清食品）
- ゼノールチックE（中外製薬）
- 蒟蒻畑（鶴田食品工業）
- 焼肉のたれ（エバラ食品工業）
- すき焼きのたれ（エバラ食品工業）
- キムチ鍋の素（エバラ食品工業）

### ラジオ
- TOYOTA SUPER COUNTDOWN 50（文化放送、森功至の後任として1992年秋から1994年春まで集計ルームのレポート担当）

### ナレーション
- どうーなってるの?! → 噂のどうーなってるの?! → こたえてちょーだい!（フジテレビ）
- FNNスーパーニュース（フジテレビ）
- 高校講座・地学（NHK教育テレビ）2009年4月 ～2013年2月
- Jリーグ公式ビデオ ヴェルディ川崎1993年間総集編